# Sawmill Geyser
Sawmill Geyser (letterlijk Zaagmolengeiser) is een fonteingeiser in Yellowstone National Park.

## Uitbarsting
Een utbarsting van Sawmill Geyser kan minder dan 1 minuut tot meer dan 4 uur duren, maar meestal zijn de uitbarstingen ongeveer 30 tot 50 minuten lang. De hoogte van een uitbarsting is ongeveer 1,5 tot 12 meter. De tijd tussen twee uitbarstingen is meestal rond de 1 tot 3 uur.
Voor een uitbarsting vullen Sawmill Geyser en een paar andere geisers van het complex zich langzaam. Na het vullen beginnen vaak Spasmodic en Tardy Geyser met uitbarsten. Wanneer beide geisers uitbarsten, begint Sawmill Geyser met uitbarsten, mits Penta Geyser, een andere geiser in het complex, niet uitbarst. Wanneer Penta Geyser uitbarst, wordt Sawmill Geyser afgesneden van water en kan dus niet uitbarsten.

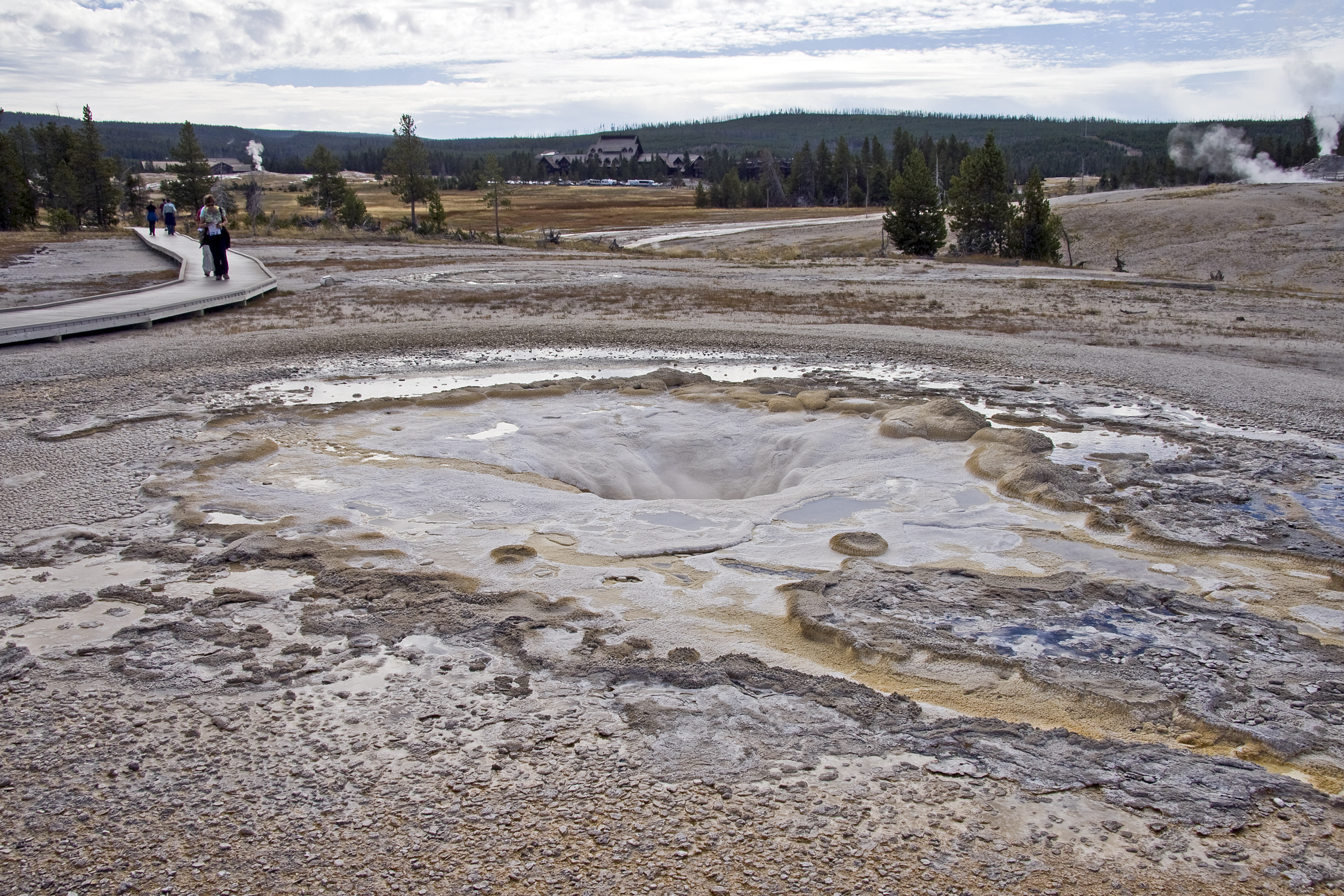
Sawmill Geyser na een uitbarsting. Merk op dat er geen water zichtbaar is.

Na een uitbarsting zakt al het water weg in Sawmill Geyser en de andere geisers van het complex, waardoor de opening van Sawmill Geyser droog komt te staan. Afhankelijk van de lengte van de uitbarsting van Sawmill Geyser, zakt het waterniveau een paar centimeter tot ruim een meter weg. In de meeste gevallen geldt, dat hoe langer de uitbarsting van Sawmill Geyser is, hoe verder het water wegzakt. Tijdens een lange uitbarsting (bijvoorbeeld meer dan 4 uur) zakt het water heel ver weg en wordt een deep drain genoemd. Deze zogenaamde deep drain zorgt voor niet veel voorkomend gedrag bij de andere geisers van het complex.

## Geschiedenis
Sawmill Geyser is vernoemd naar de zaagmolen, omdat de geiser een geluid maakt dat daarop lijkt. Dit komt door de draaiing van het water in de opening tijdens een uitbarsting. De geiser kreeg zijn naam van Antoine Schoenborn tijdens de Hayden Geological Survey in 1871.
Eind januari 2017 vond de laatste eruptie plaats van Sawmill. Ook viel het hele Sawmill Complex, de groep waarbij deze geiser hoort, stil, op Spasmodic Geyser na.